# Volkshochschule

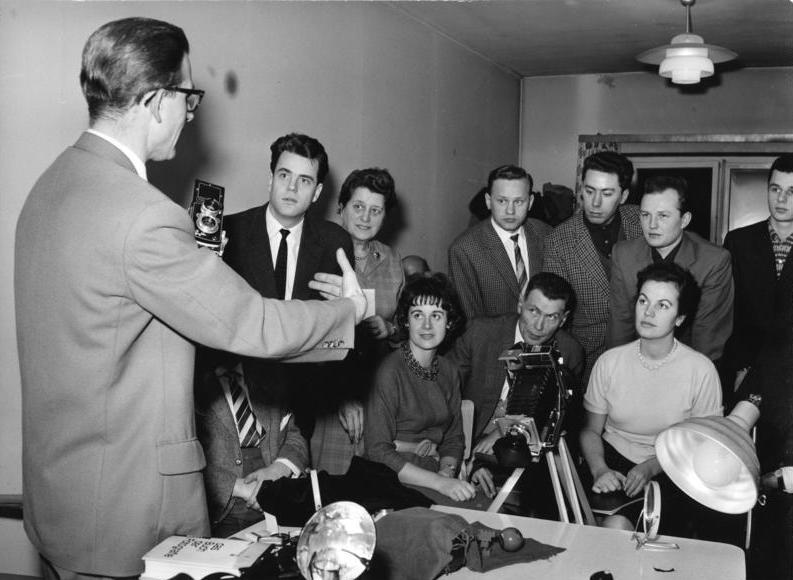
Fotokursus für Fortgeschrittene an der Volkshochschule Frankfurt, 1961

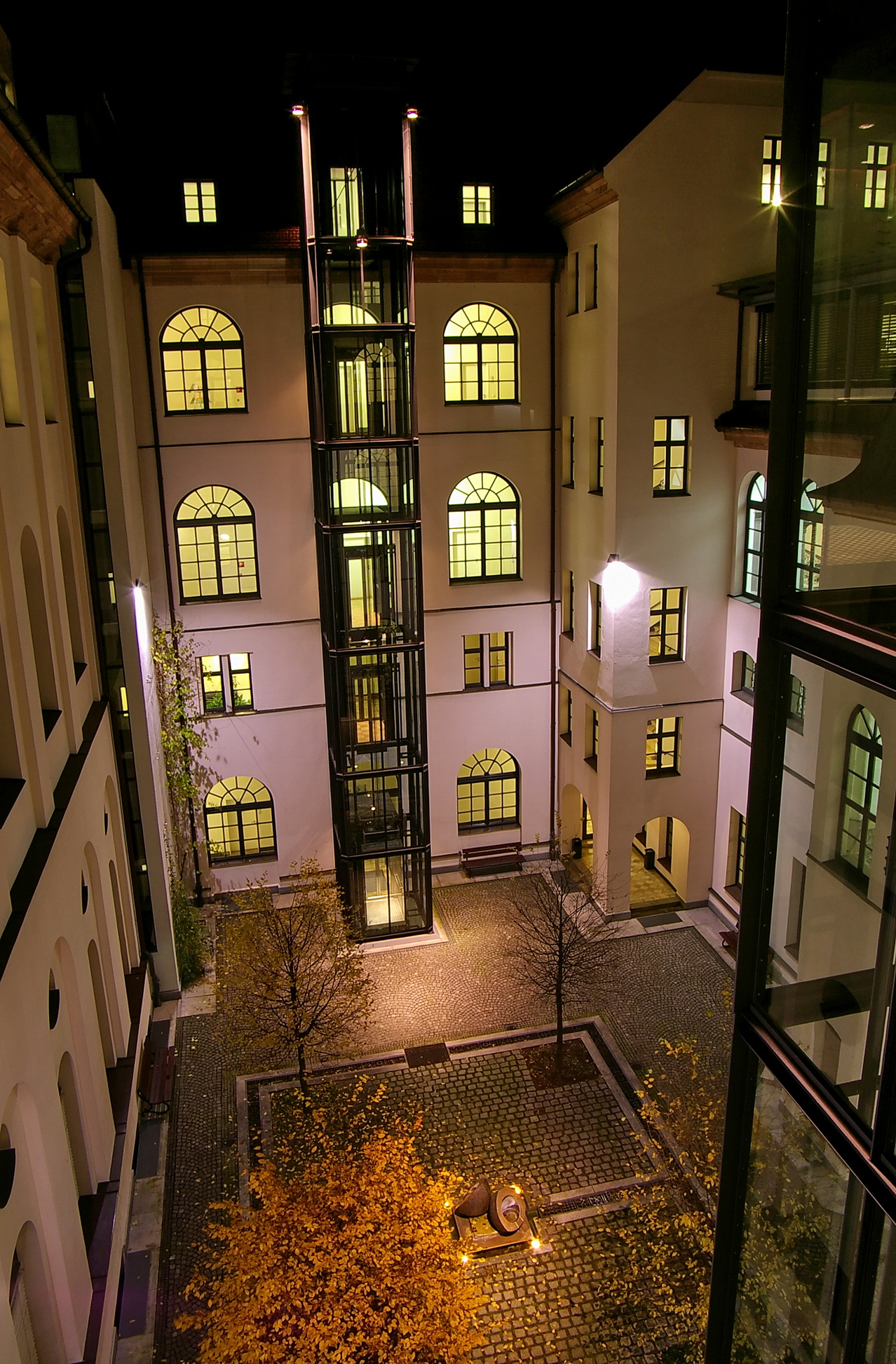
Der Innenhof der Nürnberger Volkshochschule (Bildungszentrum)

Eine Volkshochschule (VHS) ist in Deutschland eine gemeinnützige Einrichtung zur Erwachsenen- und Weiterbildung. Unter der Bezeichnung finden sich in den verschiedenen Ländern Institutionen unterschiedlichen Charakters und mit von den deutschen Volkshochschulen abweichenden Strukturen und Zielsetzungen. Volkshochschulen sind entgegen ihrer Bezeichnung keine Hochschulen im Sinne des tertiären Bildungsbereichs. Sie sind in Deutschland dem quartären Bildungsbereich der Weiterbildung zugeordnet.
Der Name Volkshochschule wurde ca. 1844 von dem dänischen Intellektuellen Nikolai Frederik Severin Grundtvig geprägt (dänisch folkehøjskole). In Deutschland entspricht aber nicht die Volkshochschule, sondern die Heimvolkshochschule, dem ursprünglichen Begriff am ehesten.

## Geschichte
Zu den Vorläufern der Volkshochschulen zählen die Universitätsausdehnungsbewegung Ende des 19. Jahrhunderts, das öffentliche Vortragswesen sowie die Bildungsarbeit der Arbeiter- und Handwerker-Bildungsvereine. Als erste Volkshochschule wird oft die Humboldt-Akademie bezeichnet, in der ab 1879 in Vortragszyklen wissenschaftliche Ergebnisse in populärer Form den nicht akademisch gebildeten Bürgern vermittelt wurden.
Einen nachhaltigen Einfluss auf die Entwicklung der Volkshochschulen in Deutschland hatte auch die dänische Heimvolkshochschule grundtvigscher Prägung. Nikolai Frederik Severin Grundtvig gilt als der Begründer der ersten (Heim-)Volkshochschule überhaupt im Jahre 1844.
Man versteht heute Erwachsenenbildung als organisierte Form des lebenslangen Lernens. Volkshochschulen stellen dabei einen Beitrag zur Verwirklichung des Rechts auf Bildung und der Chancengerechtigkeit dar. Ihren Bildungsauftrag leiten sie aus den Prinzipien der Aufklärung und den Menschenrechten ab. Die weltweiten gesellschaftlichen Veränderungen zeigen, welche Bedeutung den Volkshochschulen in Zukunft beizumessen sein wird.
Einige Ideen der ursprünglichen Volkshochschulen finden sich heute noch in den Konzepten der Volks-Unis.

## Volkshochschulen in Deutschland

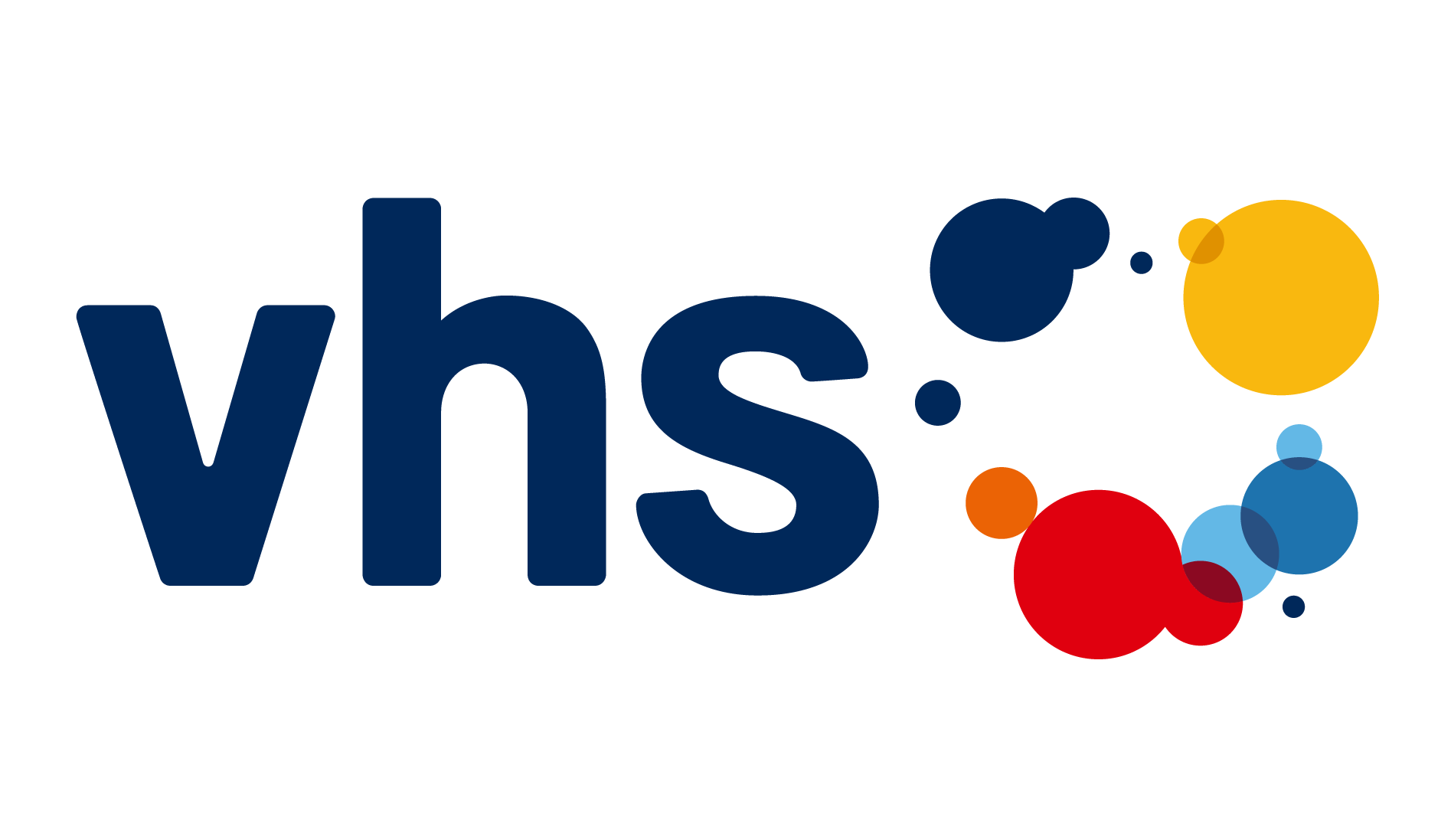
Logo des Deutschen Volkshochschul-Verbandes

### Träger
Träger von Volkshochschulen sind entweder
- Kommunen als Gebietskörperschaften: Gemeinden oder Landkreise (dann oft auch Kreisvolkshochschule (KVHS) genannt) oder
- Zweckverbände.

Sie werden in unterschiedlichen Rechtsformen geführt. Volkshochschulen werden geführt in Rechtsformen des
- privaten Rechts: als  eingetragene gemeinnützige Vereine oder gemeinnützige Gesellschaften mit beschränkter Haftung (gGmbH).
- öffentlichen Rechts: als Anstalten, Eigenbetriebe oder Regiebetriebe.

Jede Volkshochschule ist eigenständig. Es gibt jedoch Landesverbände der Volkshochschulen in allen Bundesländern (außer den Stadt-Staaten), in denen übergeordnete Dinge geregelt, Verhandlungen auf Landes- und Bundesebene geführt und die enge Zusammenarbeit der einzelnen Volkshochschulen in den Regionen organisiert wird. Alle VHS-Landesverbände sind Mitglieder im Deutschen Volkshochschul-Verband (DVV).
Volkshochschulen verstehen sich heute als kommunale Weiterbildungszentren. Sie bieten Kurse, Einzelveranstaltungen, Kompaktseminare, Studienreisen und -fahrten sowie „Bildung auf Bestellung“ in Form von sogenannten Firmen- oder Inhouse-Kursen an.

### Finanzierung
In der Regel finanzieren sich die Volkshochschulen durch die sechs „Säulen“:
- Zuschüsse des Landes,
- Zuschüsse der Gemeinde(n),
- Zuschüsse des Landkreises,
- Einnahmen aus Teilnehmerentgelten
- Spenden und
- Drittmittel (z. B. Fördermittel des Bundes, der Bundesagentur für Arbeit, Projektzuschüsse aus dem Europäischen Sozialfonds oder der Bezirksregierungen)

Zudem sind viele Lehrkräfte nicht festangestellt, sondern als Honorarkräfte beschäftigt, weshalb die jeweilige VHS keine Sozialbeiträge abführen muss. Da die Volkshochschulen nur einen Teil der Kosten durch Teilnehmerentgelte decken müssen – ohne Gewinn zu erzielen –, sind VHS-Kurse vergleichsweise kostengünstige Angebote und damit den meisten Bevölkerungsschichten zugänglich.

### Kursangebot
Volkshochschulen verstehen sich heute als kommunale Weiterbildungszentren, deren Angebotspalette auf zwei Säulen ruht:
- Dozenten mit und ohne Qualifikationsnachweis bieten der Volkshochschule Kurse zu einem beliebigen Thema an, die diese in ihren Katalog aufnimmt. Die VHS organisiert Anmeldung und Bezahlung und stellt eigene oder angemietete Räumlichkeiten sowie die Unterrichtsmittel wie beispielsweise Sportgeräte zur Verfügung. Die Gestaltung des Unterrichtes liegt in der Hand des Dozenten. Solange er dabei genügend Interessenten gewinnen kann, findet der Kurs fortgesetzt statt. Beispielsweise bei Sprachkursen können durchaus mehrere Dozenten in Konkurrenz treten.

- Im Gegensatz dazu bietet die Volkshochschule allgemeinbildende schulische Bildungsabschlüssen wie das Abitur meist als Regelleistung sowie mitunter auch gastronomische und handwerkliche Berufsausbildungen an. Hier wird der Lehrkörper aktiv auf Honorarbasis oder als Festanstellung zusammengestellt. Die Volkshochschule sorgt zudem für die Strukturierung und die Einhaltung des Rahmenlehrplans bzw. Curriculums.

Das Kursangebot von Volkshochschulen besteht aus Lehrveranstaltungen verschiedener Dauer, meist zwischen 1 und 15 Wochen. Es steht in aller Regel allen Personen ab einem Alter von 16 Jahren offen. Es gibt Kurse, die auf die Bedürfnisse berufstätiger Personen zugeschnitten sind. Andere sind insbesondere auf Arbeitslose, Hausfrauen und -männer oder Rentner und Pensionäre ausgerichtet. Je nach Zielgruppe und Verfügbarkeit von Räumen finden Kurse vormittags, abends oder als Intensivkurs am Wochenende statt. Ein weiteres Standbein der Volkshochschulen sind Bildungsurlaube nach den Arbeitnehmerweiterbildungsgesetzen der Bundesländer. Viele Volkshochschulen führen Studienreisen und Exkursionen durch und bieten als Auftragsmaßnahmen Schulungen für Firmen, Verbände, Vereine oder Privatpersonen an.
Typisch für das Kursangebot sind folgende Themenbereiche:
- Politik – Gesellschaft – Umwelt
- Arbeit und Beruf / meist in Verbindung mit EDV
- Sprachen: Fremdsprachen, Deutsch als Fremd- oder Zweitsprache (meist für Migranten) und Alphabetisierung
- Multimedia / EDV bzw. Informationstechnische Grundbildung
- Gesundheitsbildung
- Kultur und Gestaltung
- Grundbildung
- Schulabschlüsse (z. B. Hauptschulabschluss, mittlere Reife, Abitur)
- Studienreisen / Exkursionen

Der Volkshochschul-Verband betreibt das Internet-Lernportal ich-will-lernen, auf dem Benutzer kostenlos und anonym – von Tutoren betreut – u. a. Schreiben und Lesen lernen können.

### Geschichte der Volkshochschulen in Deutschland
Die ersten deutschen Volkshochschulen entstanden im Deutschen Reich nach Ende des Ersten Weltkrieges 1918. Als Vorläufer im Kaiserreich gelten unter anderen die Humboldt-Akademie (Berlin 1878), der Frankfurter Bund für Volksbildung (gegründet 1890 als „Ausschuß für Volksvorlesungen“) und die Freie Hochschule Berlin (1902). Frühe Gründungen stellen auch die Mannheimer Abendakademie, die Volkshochschule der Stadt Mannheim ab 1899, sowie die VHS der pfälzischen Städte Ludwigshafen (1902) und Kaiserslautern (1904) dar.
Die meisten Gründungen nach 1918 hatten das Ziel, die breite Bevölkerung besser zu bilden, die zuvor von der höheren Bildung ausgeschlossen war. In Art. 148 der Reichsverfassung von 1919 wurde die Förderung des Bildungswesens, einschließlich der Volkshochschulen, erstmals gesetzlich verankert. Der Initiative von Robert Ferdinand Piloty ist die Entstehung der Würzburger Volkshochschule zu verdanken, die am 25. November 1918 ihr erstes Semester in den Hörsälen der Universität anbot und an der 1919/20 dann schon über 5000 Hörer eingeschrieben waren. Herman Nohl, Heinrich Weinel und Reinhard Buchwald gründeten Ende 1918 die Volkshochschule Jena, einen Tag nach der Eröffnung gab es bereits 2000 eingeschriebene Hörer. Teilweise beteiligten sich Unternehmen an der Gründung von Volkshochschulen, wie 1919 bei der Volkshochschule Thüringen das Unternehmen Carl Zeiss. Die Volkshochschule Essen wurde – wesentlich auf Betreiben des damaligen Essener Oberbürgermeisters und späteren Reichskanzlers Hans Luther – am 28. Mai 1919 durch den von der Essener Stadtverordnetenversammlung gebildeten Ausschuss für Volksbildung gegründet. 1919 gab es bereits über 150 Volkshochschulen. 1927 erfolgte die Gründung des „Reichsverbandes der deutschen Volkshochschulen“.
Am 25. Januar 1920 wurde die „Freie Volkshochschule Linden“ als Bildungseinrichtung feierlich eingeweiht. Die Geschäftsleitung übernahm Ada Lessing, die dieses Amt über 13 Jahre bis zu ihrer Emigration in die Tschechoslowakei 1933 innehatte. Theodor Lessing beteiligte sich mit mehreren Vorlesungszyklen und widmete sich ansonsten seinen Lehraufgaben an der Technischen Universität Hannover sowie seiner publizistischen und journalistischen Arbeit.

#### Volkshochschulen in eigenen Gebäuden
- Begegnungen, die denen einer Volkshochschule gleichkamen, veranstaltete der Bund Quickborn auf der Burg Rothenfels, die er 1919 erworben und ausgebaut hatte. Sie wurden 1939 von der nationalsozialistischen Gestapo verboten.
- Die Heimvolkshochschule Tinz (heute zu Gera) als eine Einrichtung des Volksstaates Reuß, später des Landes Thüringen, bestand von 1920 bis 1933. Sie war eine Internatsschule sozialistischer Prägung mit 50 Plätzen, in der in Halbjahreskursen jeweils 50 Männer oder Frauen in den Fächern Politik, Geschichte, Wirtschaft, Recht und mit einem anspruchsvollen kulturellen Rahmenprogramm unterrichtet wurden. Ihr Sitz war das Wasserschloss Tinz.
- Eine zunächst als genussgiftfreie Begegnungsstätte errichtete Anlage widmete das Heimgartenwerk in Neisse seit 1923 Veranstaltungen einer Volkshochschule. Zusätzlich errichtete das Heimgartenwerk 1926 ein neues Gebäude, in dem Teilnehmer während ihrer Lehrgänge und Schulungen wohnen konnten, und wurde damit zu einer der wenigen Heim-Volkshochschulen in der deutschen Geschichte. 1933 eigneten sich die nationalsozialistischen Machthaber das Gelände mit seinen Gebäuden an und verwendeten es zunächst für Arbeitsdienst und Wehrmacht, später als Kindergärtnerinnenschule. Beim Kriegsende 1945 und nach der Vertreibung wurden die Gebäude teils zerstört, teils anderen Zwecken gewidmet.
- Nach dem Zweiten Weltkrieg besaß die Volkshochschule in Marl (gegründet 1946 unter dem Namen „die insel“) als erste in Deutschland seit 1955 ein eigenes Gebäude.

#### Volkshochschulen in den Westzonen und in der Bundesrepublik Deutschland
Nach dem Zweiten Weltkrieg zeigten die Vertreter der neu gegründeten oder wieder eröffneten Volkshochschulen in der amerikanischen und der britischen Besatzungszone wenig Bereitschaft, den Anweisungen der amerikanischen oder britischen Besatzungsmacht zu folgen, sie versuchten Programme eigener Wahl durchzusetzen. Die Militärregierungen richteten daraufhin in ihren Zonen eigene Erwachsenenbildungsinstitutionen ein, die zunächst Aufgaben der Reeducation, später der allgemeinen politischen Bildung und Aufklärung übernahmen. Zunächst waren also Amerika-Häuser und British Information Centres Bildungseinrichtungen, die in Konkurrenz zu Volkshochschulen standen. Später verschmolzen vielfach die Erwachsenenbildungs-Einrichtungen der Alliierten mit den deutschen Volkshochschulen bzw. gingen in diese über.

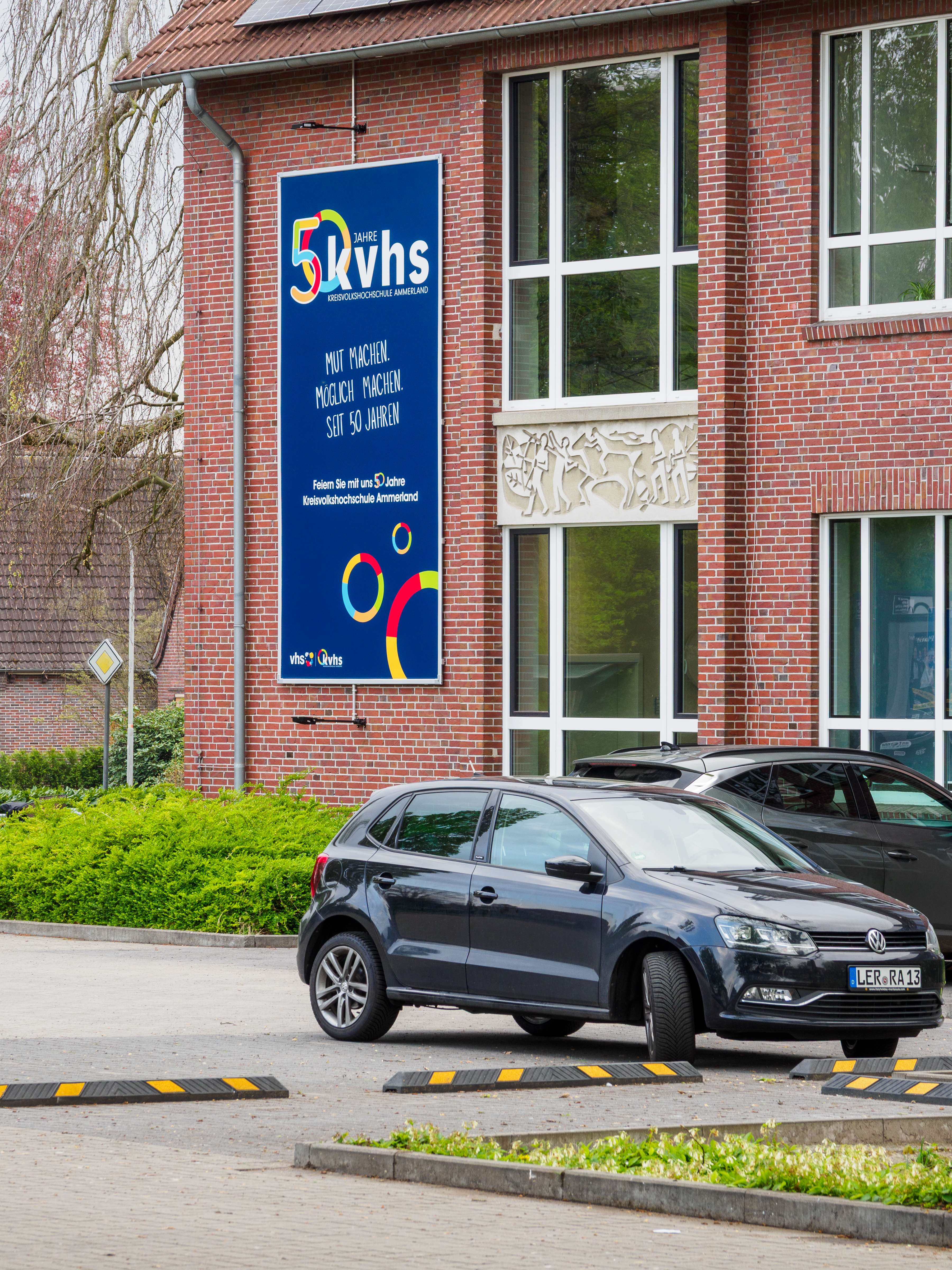
50 Jahre Kreisvolkshochschule Ammerland in Westerstede.

1949 wurde eine „Arbeitsgemeinschaft der Landesverbände deutscher Volkshochschulen“ und 1953 der Deutsche Volkshochschulverband e. V. (DVV) gegründet. Im Strukturplan des Deutschen Bildungsrates von 1970 wurde die Erwachsenenbildung als integraler Bestandteil des Bildungssystems verstanden und eine flächendeckende Versorgung angestrebt.
Innerhalb des Volkshochschulwesens wird zwischen klein- und großstädtischen Volkshochschulen unterschieden. Volkshochschulen in Großstädten sind gegenüber den Volkshochschulen in kleineren Städten komplizierte Organisationseinheiten mit einer stark differenzierten Angebotsstruktur, einem großen Mitarbeiterstab und einer großen Teilnehmerzahl. Die größte Volkshochschule in Deutschland ist heute die Münchner Volkshochschule. Berlin stellte insofern einen Sonderfall dar, als es dort keine einheitliche Volkshochschule für die ganze Stadt gibt, sondern eine Vielzahl von Bezirksvolkshochschulen.

#### Volkshochschulen in der SBZ und in der DDR
In der Sowjetischen Besatzungszone (SBZ) erging am 23. Januar 1945 ein Befehl der SMAD zur Eröffnung von Volkshochschulen. Herbert Schaller übernahm in Leipzig 1946 wieder die Leitung der dortigen Volkshochschule, die ihm 1933 genommen worden war; eine Option war die Studienvorbereitung. Die VHS unterstanden den Ländern bis zur Neugliederung der DDR in Bezirke (1952). Anschließend kamen sie in die Zuständigkeit des Ministeriums für Kultur. Eine weitgehende Umgestaltung und Gleichsetzung mit den regulären Schulen erfuhren die Volkshochschulen nach ihrem Wechsel ins Ministerium für Volksbildung (1956). Es entstand eine staatliche „Abendoberschule für Werktätige“ mit der Hauptaufgabe, nachträglich Schulabschlüsse zu ermöglichen. Sie unterstand dabei einem festen, für alle Volkshochschulen gleichen Lehrplan und vergab Zeugnisse. Erst in den 70er Jahren erfolgte ein vorsichtiger Wandel zurück zu traditionellen Kursangeboten (Fremdsprachen, Naturwissenschaften, auch Kunst und Kultur). Die betriebliche Weiterbildung erfolgte in den volkseigenen Betrieben unter eigener Regie durch Betriebs-Volkshochschulen und in später entwickelten Technischen Betriebsschulen (TBS). Kulturelle und populärwissenschaftliche Angebote wurden von der Gesellschaft zur Verbreitung wissenschaftlicher Kenntnisse (später Urania) übernommen.

### Einzelne Volkshochschulen
Siehe dazu: Kategorie:Volkshochschule (Deutschland)

## Volkshochschulen in Österreich
Die erste österreichische Volkshochschule war der 1887 von Eduard Leisching gegründete Volksbildungsverein in Margareten, das noch heute existierende polycollege. Es gibt in Österreich 272 Volkshochschulen mit insgesamt bis zu 500.000 Kursteilnahmen pro Jahr.

## Volkshochschulen in der Schweiz
Eine erste einer Volkshochschule ähnliche Bildungseinrichtung gab es bereits 1900 mit der Université Ouvrière de Genève in Genf. Richtig los ging es in der Schweiz jedoch erst später, nämlich während der politischen Krisenzeit, ein Jahr nach dem Generalstreik von 1918, in den Städten Basel, Bern und Zürich. Bis zum Zweiten Weltkrieg hin breitete sich die Bewegung vor allem im Kanton Zürich rasant aus. Es wurden insgesamt 36 Schulen im Kanton gegründet (heute sind viele davon unter der kantonalen Volkshochschule zusammengefasst). In der gleichen Zeit wurden in der restlichen Schweiz lediglich acht neue Volkshochschulen geschaffen, wobei keine einzige davon in der Romandie geschaffen wurde. Nach dem Zweiten Weltkrieg erfasste die Bewegung schließlich auch die französisch- sowie italienischsprachige Schweiz. Heute gibt es in der ganzen Schweiz ein Netz von Volkshochschulen.

## Volkshochschulen in Skandinavien
Die skandinavischen (Heim-)Volkshochschulen unterscheiden sich in ihrem Charakter stark von ihren Gegenstücken im deutschsprachigen Raum.
Diese Institutionen, die folkehøjskole (Dänisch), folkehøgskole (Norwegisch), folkhögskola (Schwedisch), kansanopisto (Finnisch) oder fólkaháskúli (Färöisch) genannt werden, sind Internatsschulen mit zwei- bis zwölfmonatigen Kursangeboten. Die Kurse richten sich an Erwachsene, die meisten Teilnehmer sind zwischen 18 und 25 Jahre alt. Ziel dieser Schulen ist es, den Schülern eine fachliche, soziale und persönliche Weiterentwicklung zu ermöglichen. Die angebotenen Kurse decken ein breites Themenspektrum ab, wie beispielsweise Kunst, Handwerk, Musik, Sport, Philosophie, Theater, Fotografie oder Medien. Es gibt keine Prüfungen, vielmehr wird besonderer Wert auf persönliche Erfahrung, Erlebnis und Dialog gelegt. Den skandinavischen Volkshochschulen entsprachen einst die deutschen Heimvolkshochschulen. Heute bieten aber nur noch wenige dieser Erwachsenenbildungseinrichtungen Entsprechendes an. Vergleichbare mehrmonatige Angebote für junge Erwachsene laufen heute in Deutschland zumeist unter der Bezeichnung „Langer Kurs“, „Winterkurs“ oder „Grundkurs“.
Den Volkshochschulen im deutschsprachigen Raum entsprechen in Skandinavien voksenundervisning oder vuxenundervisning (etwa: Erwachsenenbildung) und zum Teil folkeuniversitet oder folkuniversitet (etwa: Volksuniversität). Letztere sind jedoch meistens an lokale Universitäten gekoppelt.
Der deutschen Volkshochschule entspricht in Finnland das työväenopisto bzw. kansalaisopisto (arbetarinstitut auf Schwedisch), das finnische Arbeiter- bzw. Volks-Bildungsinstitut (welches den früheren deutschen Arbeiter- und Handwerker-Bildungsvereinen entspricht).

### Historischer Hintergrund der skandinavischen Volkshochschulen
Die Idee der Volkshochschulen wurde von Grundtvig in Dänemark entwickelt. Grundtvig vertrat die Überzeugung, dass die Bürger ihre neu eingeführten demokratischen Mitbestimmungsmöglichkeiten nur nutzen konnten, wenn sie über eine „zweckmässige Bildung“ verfügten. Er setzte sich deshalb dafür ein, dass auch für Erwachsene Bildungsangebote geschaffen wurden und dass diese für alle zugänglich – d. h. finanziell erschwinglich und ohne selektive Prüfungen – waren. Die erste dänische Volkshochschule war weltweit die erste und wurde 1844 in Rødding in Schleswig eröffnet.

## Philatelistisches
Mit dem Erstausgabetag 4. April 2019 gab die Deutsche Post AG ein Sonderpostwertzeichen im Nennwert von 70 Eurocent heraus. Der Entwurf mit dem Titel 100 Jahre Volkshochschule stammt vom Grafiker Andreas Hoch aus Baltmannsweiler.